# Michel Follet
Michel Follet (Mortsel, 16 december 1959) is een Vlaams radio- en tv-presentator.

## Biografie
Follet studeerde klassieke humaniora op het OLVE in Edegem. Hierna begon hij zijn hogere studies aan het RITCS in Brussel.

## Radiocarrière
Hij begon zijn carrière bij verschillende vrije radiozenders. Verder was Follet als radiopresentator en producent werkzaam bij de VRT. Hij begon in 1983 bij Radio 2, Omroep Brabant. In 1989 won Follet de Prijs van de Radiokritiek voor zijn programma Dag en Dauw. Hij presenteerde de radioprogramma's Oordegelijk en Kop of Flet, de nachtradio Twee tot Twee en werd later een van de stemmen van FunkyTown.
In 1992 was hij medeoprichter van Radio Donna. Hij presenteerde daarvoor acht jaar Jabbedabbedoe. In het weekend was hij present met de Hitkwis en Buffet Follet. Hij bleef er werken tot 1999 en stapte daarna over naar Radio 2. Hierna besloot hij in 2000 de VRT te verlaten en werd hij een van de grondleggers van Radio Mango van de VMMa. Follet presenteerde nadien het ochtendprogramma op 4fm, het huidige Joe.
Van 2001 tot 2006 presenteerde hij het programma Smaakmakers in Nederland op Radio 2 voor de (NCRV). Hij kreeg begin 2008 een prijs voor zijn 25-jarige radiocarrière.
De top van de VRT besloot in augustus 2008 een punt te zetten achter Radio Donna. De zender had in de loop van de jaren veel van zijn luisteraars verloren. Follet had destijds de eerste woorden uitgesproken op Radio Donna en op 2 januari 2009 kreeg hij het laatste woord: 'Donnadieu'.
Sinds 6 juli 2009 werkt Follet als presentator bij JOE fm, het vroegere 4fm. Op zaterdag en zondagen presenteerde hij tot tien uur 's morgens Michel XXL. Daarin belt hij wekelijks met Hijlco Span, die zijn producent was bij de Nederlandse radio. Van 2012 tot 2015 maakte hij The Single Connection op zaterdag van 10 tot 12 uur en The Album Connection op zondag van 10 tot 12 uur. Het programma Outlet Follet was in 2015 en 2016 in het weekend te horen van 3 tot 6 in de namiddag. Follet werkt voortaan achter de schermen bij Joe. In de zomer van 2016 had hij weer een rubriek bij het Nederlandse NPO RADIO 2 in het programma van Jeroen Kijk in de Vegte genaamd Bureau Kijk in de Vegte en besprak daarin op zijn eigen manier Belgische popplaten.
Vanaf 2025 is Follet presentator op Nostalgie Plus.
Naar aanleiding van honderd jaar radio voerde de VRT in 2014 een grootschalig onderzoek uit. Lutgart Simoens werd verkozen tot beste radiofiguur van de afgelopen decennia. Follet eindigde op de 3de plaats, na Sven Ornelis die hij begin jaren 90 op de radio lanceerde.
Naast zijn bezigheden voor Joe achter de schermen is Follet sinds eind februari elke dag 2 keer te horen in een rubriek bij Joe Gold en in het weekend van 10 tot 12 wordt alles gebundeld onder de naam Buffet Follet.

## Televisiecarrière
Follet is een filmliefhebber. Het eerste programma dat hij op tv presenteerde was een filmquiz. Van 1981 tot 1986 presenteerde hij op de BRT Cinemanie, Rigoletto (1986-1989), de jeugdquiz Schoolslag (1989-1993), het zondagmiddagmagazine De Zondagsvriend en de Hitkwis. Hij presenteerde daarnaast evenementen zoals de Diamond Awards op de VRT en de jaarlijkse Plateau-prijzen op TV2.
Follet was bij herhaling te gast in programma's op de Nederlandse televisie, zoals bij de KRO (Hints) en de TROS. Hij zetelde twee jaar in de jury van Kinderen voor Kinderen voor de VARA.
Hij was meermaals jurylid voor de selectie voor het Eurovisiesongfestival en verzorgde in 1996 het livecommentaar bij het festival zelf. Hij zat geregeld in de jury van het Songfestival en presenteerde de preselecties. In 1999 won hij de Eurovison Songfestival Award.
Daarnaast werkt Follet sinds 1995 voor de regionale zender ATV, waar hij wekelijks de filmrubriek Cinema presenteerde en de commentaarstem voor sommige programma's verzorgde. Eind december 2015 werd Cinema na 21 jaar stopgezet. Follet is nog wel af en toe te zien in het ATV nieuws als er een nieuwe Belgische film uitkomt. 
Twee jaar presenteerde Follet een filmmagazine op TVL en op TV Oost.
Vanaf december 2017 presenteert hij twee praatprogramma's op de televisiezender Eclips TV: Aan het juiste adres, waarin hij elke weekdag vier gasten ontvangt, en het muziekprogramma De herkenwijsjes met pianist Geert Maeckelbergh. Andere korte programma's die hij maakt(e) voor Eclips TV zijn De Coronaquiz (herfst/winter 2020), De Kleine Lenteschoonmaak (lente 2020 en lente 2021) en Huisgenoten (reeks 1, zomer 2020 en reeks 2, zomer 2021), waarin hij elke dag een zanger, acteur, auteur, kunstenaar of sportman belicht met wie hij affiniteiten heeft en in zijn huis in een of andere vorm ronddoolt. 
In 2021 presenteerde hij De Punten Van De Jury, met een terugblik op voorbije Eurovisiesongfestivals.
Sinds 2021 stelt hij elke weekdag Clips A La Carte voor, een uitzending met telkens zo'n 4 à 5 al of niet muzikale fragmenten; het kan ook film, musical en zelfs ballet zijn. Hij duidt daarbij de componist, regisseur of acteur aan de hand van foto's. Muzikaal gaat het programma erg breed: van chanson tot klassiek, van jazz tot volksmuziek. Vaak klassiekers gebracht door jonge vertolkers.
In het weekend maakt Follet sinds december 2023 de quiz De Zelftest, waarbij de kijker thuis de kandidaat is.

## Kermis
Naast film is kermis zijn grote passie. Zo heeft hij in 1987 het boek Foorwaarts gepubliceerd over de kermiswereld en in 1999 Roulez Roulez - Een Draaiboek Van De Kermis. Daarvan werd een dubbel-cd afgeleid: Roulez Roulez - een muzikaal draaiboek van de kermis. Naast deze boeken is er een dvd Foorwaarts en in 2007 maakte hij voor RTV de documentaire Kermismakers. In 2009 verscheen van zijn hand het boek rond veertig jaar Sinksenfoor op de Zuiderdokken, dat met Pinksteren 2009 verscheen onder de titel Een Tapijt Vol Beweging. Hij maakte in 2011 een kermiskalender met 366 foto's. In maart 2016 verscheen een nieuw kermisboek, "Kaartjes aan de kassa". Dit bevat 25 lange columns over onbekende aspecten van het kermisleven. 
Hij kreeg in juli 2016 de Piet Maes kermisprijs van Nederland, uitgereikt door de Stichting Kermiscultuur op de grote kermis van Tilburg. Follet is de eerste Belg die deze prijs te beurt valt.
In het najaar 2022 verscheen Een slag van de molen, waarin hij de geschiedenis van grote sensatiemolens uit de jaren 50 tot nu schetst op zijn eigen manier.

## Boeken, cd's en andere publicaties
Hij schreef een boek over leven met stalking: Oogcontact.
In maart 2010 verscheen er een boek van zijn hand over het doodzwijgen van het Vlaamse lied, met als titel Rozen of Distels voor Sandra, een verwijzing naar een hit van Jimmy Frey. Het boek is een aanklacht tegen het huidige radiolandschap.
Follet werkte voor de cd- en dvd-firma Magic/EMI en was daar verantwoordelijk voor alle concepten en verzamel-cd's, zoals Kampvuurklassiekers 1, 2 & 3 en Super Feestmakers (ondertussen 6 volumes). Hij was ook verantwoordelijk voor Vlaamse artiesten zoals Nicole & Hugo en Davy Gilles. In 2009 bracht hij met een aantal blinde muzikanten de cd Lanterna Magica uit. Hij bracht ook een eigen cd-reeks uit, Favoriet Van Follet. Hiervan verscheen in 2011 een zevende volume.

### Chris Van Gansbeke
Onder het pseudoniem Chris Van Gansbeke schreef hij een thriller/mediasatire die eind juni 2022 verscheen. Eind augustus werd bekendgemaakt dat Follet achter deze naam schuil ging. Het boek neemt de wereld van BV's en de aanpak van de media op de korrel:
- BV-Day (2022, Uitgeverij Good Stuff! Books; boek en EPUB)

## Gehoorprobleem
Follet verloor in 1994 na een operatie (brughoektumor) zijn gehoor aan één kant. Hij lijdt aan tinnitus en hyperacusis en is peter van de Vlaamse vereniging voor tinnituspatiënten. Daarover schreef hij een boek dat uitkwam in oktober 2008: Oorlog In Het Hoofd. In oktober 2017 verscheen een nieuw boek van zijn hand over dat onderwerp, Kopzorgen.
Door zijn gehoorprobleem bouwde hij een groot deel van zijn mediacarrière af.

## In populaire cultuur
- Hij heeft een cameo in het Kiekeboealbum Witter dan wit als Mikhail Foletski.
- In de vedettestripreeks Samson en Gert had hij een cameo, meer bepaald in het album Kermis op Stelten (1996)
- Zijn naam komt voor in twee liedjes: Johan Verminnens Met Z'n Twee en Ed Kooyman & Herman van Haeren 's Morgens tussen 7 en 8.
- Hij speelde mee (als zichzelf) in 2 afleveringen van de bekende jeugdreeks Postbus X. Hij speelde mee in aflevering 57 'De bretellen van Michel' en in aflevering 58: 'Het oor van Follet'.